# Попеску Іван Васильович
Іван Васильович Попеску — кандидат філологічних наук, член Партії регіонів; ВР України, член фракції Партії регіонів (з грудня 2012), заступник голови Комітету з питань прав людини, національних меншин і міжнаціональних відносин (з грудня 2012); президент Міжрегіонального об'єднання «Румунська спільнота України» (з травня 2005).
Член Парламентської асамблеї РЄ (1996–2002 та з 2006), з 2008 — голова Постійної делегації України в ПАРЄ, а з 2010 — віце-президент ПАРЄ. Почесний магістр права (1996, Правнича фундація України і Київський університет імені Тараса Шевченка). Доктор філософії з філологічних наук (1995, Національний нострифікаційний комітет).

## Життєпис
Народився 16 квітня 1964 (с. Нижні Петрівці, Сторожинецький район, Чернівецька область), за національністю — румун.

### Сім'я
- Батько Василь Миколайович (1942–2007) — голова Нижньопетрівецької сільради;
- мати Ауріка Тодорівна (1938–2007) — вчитель;
- дружина Олександра Вікторівна (1963) — вчитель англійської мови;
- дочка Інна (1988).

## Освіта
Чернівецький університет (1981—1986), філолог, викладач російської мови та літератури; аспірант Чернівецького державного університету (1989–1991); МАУП (2002–2004), магістр політології; кандидатська дисертація «Румуно-російський білінгвізм і мовна ситуація в південному ареалі Чернівецької області» (1993).
Нардеп України 7-го скликання з грудня 2012 від Партії регіонів, № 73 в списку. На час виборів: народний депутат України, член ПР.
Нардеп 6-го скликання з листопада 2007 до грудня 2012 від Партії регіонів, № 173 в списку. На час виборів: народний депутат України, член ПР. Член фракції Партії регіонів (з листопада 2007), заступник голови Комітету з питань прав людини, національних меншин і міжнаціональних відносин (з грудня 2007).
Нардеп 5-го скликання з квітня 2006 до листопада 2007 від Партії регіонів, № 173 в списку. На час виборів: тимчасово не працював, безпартійний. Заступник голови Комітету з питань прав людини, національних меншин і міжнаціональних відносин (з липня 2006), член фракції Партії регіонів (з травня 2006).
Квітень 2002 — кандидат в народні депутати України, виборчій округ № 204, Чернівецька область, самовисування. «За» 17,56 %, 2 з 9 претендентів. На час виборів: народний депутат України, безпартійний.
Нардеп 3-го скликання з березня 1998 до квітня 2002, виборчій округ № 204, Чернівецька область. Член фракції СДПУ(О) (травень 1998 — лютий 2000), член групи «Солідарність» (з лютого 2000). Голова підкомітету з питань міжнаціональних відносин Комітету з питань прав людини, національних меншин і міжнаціональних відносин (з липня 1998).
Березень 1998 — кандидат в народні депутати України від Партії регіонального відродження України, № 9 в списку. На час виборів: народний депутат України.
Нардеп 2-го скликання з квітня 1994 (2-й тур) до квітня 1998, Глибоцький виборчій округ № 434, Чернівецька область, висунутий виборцями. Голова підкомітету з питань міжнаціональних відносин Комітету з питань прав людини, національних меншин і міжнаціональних відносин. Член МДГ.
- Вересень 1986 — серпень 1987 — викладач російської мови і літератури СПТУ № 10, місто Коломия.
- Вересень 1987 — вересень 1989 — асистент катедри російської мови, вересень 1989 — жовтень 1992 — аспірант, листопад 1992 — травень 1994 — асистент катедри російської мови Чернівецького державного університету.
- Травень 2004 — травень 2005 — тимчасово не працював.
- Травень — жовтень 2005 — в Секретаріаті Уповноваженого Верховної Ради України з прав людини.
- Листопад 2005 — травень 2006 — тимчасово не працював.

1994–1998 — Постійний представник Верховної Ради України в ПАЧЕС (Комітет з культури, освіти і соціальних питань), 1997–1998 — головний доповідач ПАЧЕС з питань з питань молодіжного співробітництва.
1996–1998 — Постійний представник України в Раді Європи (Комітет з питань місцевого самоврядування, регіонального планування та довкілля).
Постійний представник України в Раді Європи (Комітет з міжпарламентських зв'язків та зв'язків з неурядовими організаціями, з 1996; Комітет з питань економічної політики та розвитку, з 1998).
Був член президії Партії регіонального відродження «Трудова солідарність України» (з листопада 2000).
Президент культурно-спортивного клубу «Драгош-Воде» (Чернівці); член керівництва Християнсько-демократичного альянсу румун України; член директорату Національної ради румун Чернівецької області; член Товариства румунської культури ім. М.Емінеску.

## Нагороди
- Орден «За заслуги» III (червень 1997)[6],
- II ступенів (серпень 2010)[7].

## Інше
- Понад 50 наукових праць.
- Соціолінгвіст-спеціаліст в галузі мовної політики, прогнозування, запобігання міжетнічним конфліктам на мовному ґрунті. Публіцист.
- Володіє румунською, французькою мовами.
- Захоплення: футбол, народні пісні.